# Ewaldt Hintz
Ewaldt Hintz, auch Hinsch (* 1613 in Danzig; † 1668) war ein deutscher Komponist und Organist.
Hintz war ein Schüler von Johann Jakob Froberger. Um 1656 ist er als Organist am dänischen Hof nachweisbar. Von etwa 1660 bis etwa 1666 war er als Nachfolger Paul Sieferts Organist an der Marienkirche Danzig.
Von Ewaldt Hintz ist nur ein Orgelchoral über Allein zu dir, Herr Jesu Christ überliefert, der stilistisch zur Norddeutschen Orgelschule gehört. Er stammt aus der Pelpliner Orgeltabulatur und wird dort mit der Autorenangabe „Ewaldt“ aufgeführt.

## Quelle
- Jerzy Gołos: Eintrag „Ewaldt Hintz“ in Stanley Sadie, John Tyrrell (Hrsg.): The New Grove Dictionary of Music and Musicians. 2. Auflage. Oxford University Press, 2001, ISBN 978-0-19-517067-2

| Personendaten    | Personendaten                    |
| ---------------- | -------------------------------- |
| NAME             | Hintz, Ewaldt                    |
| ALTERNATIVNAMEN  | Hinsch, Ewaldt                   |
| KURZBESCHREIBUNG | deutscher Organist und Komponist |
| GEBURTSDATUM     | 1613                             |
| GEBURTSORT       | Danzig                           |
| STERBEDATUM      | 1668                             |